# Бино, Луи Франсуа
Луи Франсуа Бино (фр. Louis François Binot, 1771—1807) — французский военный деятель, бригадный генерал (1806 год), губернатор Пондишерри. Имя генерала выбито на Триумфальной арке в Париже.

## Биография
Родился в семье бондаря и торговца из Парижа Франсуа Бино (фр. Pierre François Binot) и его супруги Марии Гюйе (фр. Marie Charlotte Guyet). 1 сентября 1792 года вступил добровольцем в  батальон секции Арсенала (9-й Парижский батальон) и 5 сентября был избран капралом. 11 ноября стал сержантом гренадеров. Принимал участие в Первой коалиционной войне на Мозеле, Самбре и в Маасе.
8 июля 1794 года произведён в младшие лейтенанты и с 18 августа 1794 года исполнял функции адъютанта генерала Фриана. 3 апреля 1795 года получил звание лейтенанта. С Фрианом он в 1796 году сражался на Рейне, в 1797 году был в Италии, а с 1798 года принимал участие в Египетской экспедиции. Бранен в бою при Бенуфе и при осаде Каира. 3 января 1800 года произведён в командиры эскадрона. После отъезда Наполеона во Францию главнокомандующий Мену назначил Бино 19 августа 1801 года полковником. После поражения вернулся во Францию.
2 августа 1802 года назначен начальником штаба экспедиции генерала Декана, направленной в Индию. 13 декабря 1802 года женился в Меце на Анне Эрбен (фр. Anne Thérèse Désirée Herbin 1786—1872). 6 марта 1803 года отплыл из Франции и 16 июня 1803 года прибыл в Пондишерри, губернатором которого был назначен. Во главе 200 солдат 109-й полубригады линейной пехоты храбро оборонял колонию от превосходящих сил англичан, но 11 сентября 1803 года вынужден был подписать почётную капитуляцию. 25 августа 1804 года вернулся в Европу и 23 сентября был зачислен в военный департамент.
Со 2 марта 1805 года был начальником штаба пехотной дивизии Сент-Илера 4-го армейского корпуса Великой Армии. Принимал участие в кампании 1805 года против Австрии и России, за отличие в сражении при Аустерлице 25 декабря получил командорский крест ордена Почётного легиона.
27 сентября 1806 года перешёл на должность заместителя начальника штаба 4-го армейского корпуса маршала Сульта. Принимал участие в войне с Пруссией и Россией. 22 ноября 1806 года был произведён в бригадные генералы, и с 31 декабря 1806 года командовал бригадой в пехотной дивизии Дежардена 7-го армейского корпуса. 8 февраля 1807 года был убит в сражении при Прейсиш-Эйлау.

## Воинские звания
- Солдат (1 сентября 1792 года);
- Капрал (5 сентября 1792 года);
- Сержант (11 ноября 1792 года);
- Старший сержант (12 января 1793 года);
- Младший лейтенант (8 июля 1794 года);
- Лейтенант (3 апреля 1795 года);
- Капитан (21 марта 1797 года);
- Командир эскадрона (3 января 1800 года);
- Полковник (19 августа 1801 года, утверждён 28 февраля 1802 года);
- Бригадный генерал (22 ноября 1806 года).

## Награды
Легионер ордена Почётного легиона (5 февраля 1804 года)
 Офицер ордена Почётного легиона (14 июня 1804 года)
 Коммандан ордена Почётного легиона (25 декабря 1805 года)